# Черемис Руслан Володимирович
Русла́н Володи́мирович Череми́с (1 вересня 1980, Харків — 31 жовтня 2014, Нижньобараниківка, нині Старобільського району, Луганської області — український військовик, старший сержант міліції, Державна прикордонна служба України.

## З життєпису
Призваний за мобілізацією, молодший інспектор — дозиметрист, Луганський прикордонний загін.
31 жовтня 2014 року службовий автомобіль «УАЗ» підірвався на протитанковій міні «ТМ-62» — поблизу села Нижньобараниківка, нині Старобільського району, Луганської області на польовій дорозі за 30 м від державного кордону з Росією. Від поранень сержант Черемис помер на місці.

## Нагороди
14 листопада 2014 року за особисту мужність і героїзм, виявлені у захисті державного суверенітету та територіальної цілісності України, вірність військовій присязі під час російсько-української війни, відзначений — нагороджений орденом «За мужність» III ступеня (посмертно).